# Едю Снетхлаге
Еверардус «Едю» Снетхлаге (нід. Everardus Snethlage; 9 травня 1886, Нгаві, Голландська Ост-Індія, — 19 жовтня 1940, Медан, Голландська Ост-Індія) — нідерландський футболіст і лікар.

## Клубна кар'єра
Снетхлаге грав за «Квік» з Гааги, до якого він приєднався в червні 1901 року разом зі своїм на два роки старшим братом Бремом, який також потрапив до першої команди. Снетхлаге недовго грав у молодіжних командах і уже через два роки після переходу в «Квік» був гравцем першої команди в 17-річному віці. Спочатку грав справа у півзахисті, але з сезону 1906/1907 на позиції центрального форварда, а невдовзі став правим інсайдом. У 1908 році клуб став чемпіоном Нідерландів. Він забив голи у двох із трьох ігор фінального матчу турніру проти східного чемпіона УД з Девентера. У другій грі забив і його постійний партнер по атаці Каюс Велкер. З ним Снетхлаге роками формував знамените праве крило, знане в усіх в Нідерландах.
Едю міг стати професійним футболістом у 1908 році, коли отримав запрошення від «Галл Сіті», але вирішив вивчати медицину. Наприкінці 1909 року «Болтон Вондерерз» намагався запросити Снетхлаге до свого складу для участі у двох різдвяних іграх.
19 грудня 1909 року Снетхлаге забив двічі в домашній грі проти ГБС. Це його останні голи в чемпіонаті. Футбольна кар'єра Едю була майже завершена через травму коліна. У другій половині сезону 1909/1910 він пропустив 8 з 9 ігор і зіграв лише в домашній грі проти «Гарлема» 6 лютого 1910 року, в якій пішов з поля в середині другого тайму. Також Снетхлаге спробував повернутися до гри у сезоні 1910/11, але в грі за «Срібний м'яч» проти «Велосітаса» з Бреди залишив поле незадовго до перерви. Згодом виявилося, що цей матч став для нього останнім у кар'єрі. На той момент йому було лише 24 роки.

## Кар'єра в збірній
Зіграв одинадцять матчів за збірну Нідерландів між 1907 і 1909 роками, забивши десять голів. Представляв країну на літніх Олімпійських іграх 1908 року, вигравши з командою бронзову медаль. Забив другий гол у бронзовому фіналі проти Швеції, що завершився перемогою Нідерландів з рахунком 2:0. У своєму одинадцятому й останньому міжнародному матчі проти Англії він був капітаном збірної.
Міжнародна кар'єра Снетхлаге почалася з поразки 2:12 проти англійських аматорів і закінчилася проти того ж суперника поразкою 1:9. Між цими двома іграми Снетхлаге вдалося забити 10 голів. Таким чином, він став першим гравцем, який досяг двозначного показника голів за збірну Нідерландів. Попрощався з «помаранчевими» в статусі найкращого бомбардира збірної на той момент. В усіх матчах поруч з ним на правому фланзі грав одноклубник Каюс Велкер.
Крім збірної Нідерландів, Снетхлаге також виступав за збірну Західних Нідерландів, щоправда, лише один раз. 15 березня 1908 року Захід переміг збірну Сходу з рахунком 7:2 на стадіоні в Енсхеде.
Снетхлаге також грав за команду організації De Zwaluwen, таку собі збірну нідерландського чемпіонату. Забив перший гол в історії цієї команди 21 листопада 1907 року на стадіоні клубу ГВВ. Того дня з найкращих футболістів країни створили дві команди, які грали одна проти одної. 23 травня 1909 року Снетхлаге грав за цю збірну в Амстердамі проти англійського клубу «Болтон Вондерерс». Поруч виступав і його товариш Велкер. Незважаючи на розгромну поразку, Снетхлаге, ймовірно, справив враження на представників суперника, які через півроку запрошували його в «Болтон».

## Особисте життя
Виріс у Голландській Ост-Індії як середній із трьох братів і син Рудольфа Абрагама Ідуарда Снетлаге, офіцера з охорони здоров'я, та Маргарети Антуанетти Марії Матійсен. За станом здоров'я батько переїхав із сім'єю 16 серпня 1893 р. до Роттердама. Пробувши в Нідерландах три роки у відпустці, влітку 1896 року сім'я повернулася до Голландської Ост-Індії.
Снетхлаге-старший вступив у конфлікт з колегою і був звільнений за власним бажанням 2 червня 1901 року. Сім'я повернулася до Нідерландів, де батько незабаром створив успішну практику. 12 червня 1920 року батьки остаточно виїхали до Голландської Ост-Індії, щоб провести там свої останні роки.
Едю Снетхлаге вступив на медичний факультет університету. Навчався в Лейдені. У вересні 1911 р. склав докторський іспит з медицини. В Амстердамі в 1913 році Державна медична комісія його підвищила до лікаря.
Був двічі одружений. В 1925 році він одружився з Луїзою Генрієтт Ван дер Ягт у Сорабахі. Шлюб закінчився розлученням на початку 1930 року. Вдруге одружився 15 червня 1931 року з Вільгельміною Марією Антонією Жозефіною Ван дер Поель. Дітей від обох шлюбів у нього не було. Помер Снетхлаге у віці 54 років 19 жовтня 1940 року. Похований на Генеральному кладовищі в Медані.

## Статистика

### Статистика виступів за збірну
| Дата       | Місто      | Господарі       | Результат | Гості      | Турнір               | Голи | Примітки                 |
| ---------- | ---------- | --------------- | --------- | ---------- | -------------------- | ---- | ------------------------ |
| 21-12-1907 | Дарлінгтон | Англія          | 12 – 2    | Нідерланди | товариський матч     | -    | Аматорська збірна Англії |
| 29-3-1908  | Антверпен  | Бельгія         | 1 – 4     | Нідерланди | товариський матч     | -    |                          |
| 26-4-1908  | Роттердам  | Нідерланди      | 3 – 1     | Бельгія    | товариський матч     | 1    |                          |
| 10-5-1908  | Роттердам  | Нідерланди      | 4 – 1     | Франція    | товариський матч     | 2    |                          |
| 22-10-1908 | Лондон     | Велика Британія | 4 – 0     | Нідерланди | ОІ 1908 - 1/2 фіналу | -    |                          |
| 23-10-1908 | Лондон     | Нідерланди      | 2 – 0     | Швеція     | ОІ 1908 - За 3 місце | 1    |                          |
| 25-10-1908 | Гаага      | Нідерланди      | 5 – 3     | Швеція     | товариський матч     | 2    |                          |
| 21-3-1909  | Антверпен  | Бельгія         | 1 – 4     | Нідерланди | товариський матч     | 1    |                          |
| 12-4-1909  | Амстердам  | Нідерланди      | 4 – 0     | Англія     | товариський матч     | -    | Аматорська збірна Англії |
| 25-4-1909  | Роттердам  | Нідерланди      | 4 – 1     | Бельгія    | товариський матч     | 3    |                          |
| 11-12-1909 | Лондон     | Англія          | 9 – 1     | Нідерланди | товариський матч     | -    | Аматорська збірна Англії |
| Усього     |            | Матчів          | 11        |            | Голів                | 10   |                          |

## Титули і досягнення
- Бронзовий призер Олімпійських ігор (1):

Нідерланди: 1908
- Чемпіон Нідерландів (1):

«Квік Ден Гаг»: 1908